# Алигархский мусульманский университет
Алигархский мусульманский университет (урду علی گڑھ مسلم یونیورسٹی‎) — индийский государственный университет в городе Алигархе (штат Уттар-Прадеш). Основан в 1875 году.

## История
Инициатором создания университета выступил мусульманский просветитель Саид Ахмад-хан. После восстания 1857 года в мусульманской общине возникло движение за приобщение к европейской культуре. Возникла необходимость создания образовательного учреждения, в котором юноши из мусульманских семей могли бы готовиться к поступлению на государственную службу или к продолжению обучения в учебных заведениях Великобритании. В 1875 году Саид Ахмад Ханом был основан Магометанский англо-восточный колледж (англ. Muhammedan Anglo-Oriental College). Большую финансовую поддержку новому образовательному учреждению оказал Ага-хан III. Изначально колледж административно подчинялся Калькуттскому университету, затем — Аллахабадскому университету. В 1920 году он получил статус независимого университета.
Выпускники университета составили политическую и культурную элиту мусульманской общины Индии начала XX века. Изначально университет поддерживал общеиндийскую национально-освободительную борьбу, но впоследствии Алигарх стал базой Мусульманской лиги и движения за образование Пакистана. Сейчас[когда?] в университете учится более 30 тыс. студентов, работает библиотека.

## Факультеты
- Сельского хозяйства
- Менеджмента
- Искусств
- Инженерный
- Естественных наук
- Социальных наук
- Медицинский
- Юридический
- Традиционной медицины
- Технологический колледж им. Закира Хуссейна
- Медицинский колледж им. Джавахарлала Неру
- Международных исследований